# Alojz Briški
‎
Alojz Briški (tudi Lojze Briški), slovenski družbenopolitični delavec, * 9. februar 1927, Puc, † 12. maj 2001, Maribor. 
V narodnoosvobodilni borbi je sodeloval od 1943, bil kurir pri Varnostno-obveščevalni službi in mladinski aktivist. Leta 1944 je bil sprejet v članstvo Komunistične partije Slovenije, bil član Občinskega komiteja KPS Kočevje in 1945 pooblaščenec Oddelka za zaščito naroda (OZNA) na Štajerskem.
Tudi po osvoboditvi je delal pri organih državne varnosti, vmes 1963 diplomiral na ljubljanski Visoki politični šoli; od 1968 pa opravljal predvsem politične naloge, kot sekretar medobčinskega sveta Zveze komunistov Maribor, 1965−82 član Centralnega komiteja Zveze komunistov Slovenije in njegovega predsedstva od 1974, od 1982 član Predsedstva SRS. V letih 1978−82 je bil predsednik Lovske zveze Slovenije.